# Sebők Éva (költő)
Sebők Éva (Szeged, 1927. július 12. – 2012. december 21.) József Attila-díjas magyar költő, gyermekíró, író és lengyel műfordító. Sebeők János édesanyja.

## Életpályája
Kora gyermekkorától kezdve verseket írt. 1949-ben pályadíjat nyert egy írásával. 1950 óta az irodalomból élt. 1951-ben az Írószövetség ösztöndíjával járt Lengyelországban. 1955 és 1957 között egy újabb ösztöndíjat elnyerve filológiát tanult a Varsói Egyetemen. Lefordította Mickiewicz Pan Tadeusz című nagyeposzát. A rendszerváltásig gyermekköltőként és gyermekíróként vált közismertté; 1989-től kezdve főként költőként tevékenykedett. 2012. december 21-én hunyt el. 2024-ben posztumusz nagyregénye jelent meg Egészen sötét címen.

## Művei
- Felköszöntő (versek, Budapest, 1951)
- Volt egyszer egy kisfiú (mese, 1962)
- Mese az állatgyerekekről (verses mese, Budapest, 1963)
- Hangmadár. Ill. Bálint Endre (versek, Budapest, 1968)
- Mimóza. Ill. Würtz Ádám (meseregény, Budapest, 1970)
- Boholy (meseregény, Budapest, 1975)
- Koboldos (1978, gyermekversek)
- Lengyel teakeverék (1978, útirajz)
- Hiszőke (1980, gyermekversek)
- Állatszálloda (1980, verses képeskönyv)
- Libikóka (1982, képeskönyv)
- Denevérkönyv (1982, mese)
- Tapóka (1986, meseregény)
- Tip-top tárlat (1988)
- Jégkarc (1989, versek)
- Belső sáv (1994, versek)
- Koronatanú (1997, versek)
- Félsőtét (2000, versek)
- Millabella (2000)
- Hazacsavargó – mesehúszas (2001)
- Seregélytánc (2005)
- Kettős könyv – haikuk és kontemplatívák (2005)
- Mibenlét – versek (2007)
- Állatszálloda. Sebők Éva verse; ill. Réber László; Móra, Budapest, 2008
- Megőrző – versek, Napkút (2023)
- Selyemsarok – haikuk, Napkút (2023)
- Egészen sötét – regény, Napkút (2024)

## Díjai, elismerései
- Kultúrkapcsolatok Intézetének Díja 1951
- Odznaka Tysiaclecia [Ezredév Érdemrend] 1966
- A Lengyel Kultúráért Érdemérem (1970)
- ZAIKS-díj (1970, 1988)
- A Művészeti Alap Irodalmi Díja (1971)
- A Kulturális Minisztérium Nívódíja (1979-ben kétszer)
- Munka Érdemrend ezüst fokozata (1987)[2]
- Fundusz Literatury-díj (1987)
- Lengyel Népköztársaság arany érdemkeresztje (1987)
- IRAT-nívódíj (1995)
- A Magyar Köztársasági Érdemrend kiskeresztje (1997)
- József Attila-díj (2002)[3]